# Тарнава (Любуське воєводство)
Тарнава (пол. Tarnawa) — село в Польщі, у гміні Забур Зеленогурського повіту Любуського воєводства.
Населення — 170 осіб (2011).
У 1975-1998 роках село належало до Зеленогурського воєводства.

## Демографія
Демографічна структура станом на 31 березня 2011 року:
|          | Загалом | Допрацездатний вік | Працездатний вік | Постпрацездатний вік |
| -------- | ------- | ------------------ | ---------------- | -------------------- |
| Чоловіки | 85      | 19                 | 59               | 7                    |
| Жінки    | 85      | 22                 | 50               | 13                   |
| Разом    | 170     | 41                 | 109              | 20                   |